# Jami Äijänen
Jami Äijänen (* 18. April 1996 in Järvenpää) ist ein ehemaliger finnischer Squashspieler.

## Karriere
Jami Äijänen begann seine Karriere im Jahr 2016 und gewann drei Turniere auf der PSA World Tour. Seine höchste Platzierung in der Weltrangliste erreichte er mit Rang 124 im Mai 2017. Mit der finnischen Nationalmannschaft nahm er 2017 an der Weltmeisterschaft teil. Auch bei Europameisterschaften stand er erstmals 2014 und seitdem mehrfach im finnischen Aufgebot. 2018 und 2023 wurde er finnischer Meister.
Sein Bruder Miko Äijänen ist ebenfalls Squashprofi.

## Erfolge
- Gewonnene PSA-Titel: 3
- Finnischer Meister: 2018, 2023